# Pedaria jacksoni
Pedaria jacksoni är en skalbaggsart som beskrevs av Waterhouse 1890. Pedaria jacksoni ingår i släktet Pedaria och familjen bladhorningar. Inga underarter finns listade i Catalogue of Life.